# Spoorlijn 81
Spoorlijn 81 was de spoorlijn die de Belgische plaatsen Blaton en Aat verbond.

## Geschiedenis
Het gedeelte Blaton - Beloeil werd geopend op 20 juli 1876, gevolgd door het baanvak Beloeil - Aat op 24 juni 1877. Op het baanvak Beloeil-Aat werd het het reizigersverkeer opgeheven in juli 1960 en in 1968 werd het gedeelte opgebroken. Op het baanvak Blaton-Beloeil bleef nog goederenverkeer tot in 1984 waarna in 1985 dat baanvak ook werd opgebroken.

## Aansluitingen
In de volgende plaatsen was er een aansluiting op de volgende spoorlijnen:
Blaton
Spoorlijn 78 tussen Saint-Ghislain en Doornik
Spoorlijn 79 tussen Blaton en Quevaucamps
Spoorlijn 80 tussen Blaton en Bernissart
Aat
Spoorlijn 90 tussen Denderleeuw en Saint-Ghislain
Spoorlijn 94 tussen Halle en Blandain
Spoorlijn 287 tussen Aat en Gellingen